# Самарская газета
«Самарская газета» — газета Самары, существовавшая  с 1884 по 1906 год.

## История
Газета была основана в 1884 году антрепренёром самарского театра И. П. Новиковым, который все доходы от издания направлял на театральные дела. С января 1893 года по 1894 год редактором газеты был Н. П. Ашешов.
В марта 1894 года её собственником стал С. И. Костерин, к которому с 1895 года перешло и её редактирование. С февраля 1894 года с ней сотрудничал Е. Н. Чириков, помещавший здесь свои небольшие рассказы, фельетоны и «Очерки русской жизни» за подписью Е. Валин. Чириков стал непосредственным предшественником М. Горького в «Самарской газете», который приехав в Самару в 1895 году, сначала вёл отдел «Очерки и наброски», а затем отдел фельетона «Между прочим». С 31 марта по 14 апреля и с 11 июля по 1 октября 1895 года Горький редактировал газету. На страницах «Самарской газеты» было опубликовано свыше 500 различных публицистических произведений Горького и свыше 40 рассказов; в апреле 1895 года здесь был впервые напечатан рассказ «Старуха Изергиль».
С 1896 года до начала 1900-х годов в газете работал С. Г. Петров (Скиталец), который вёл отдел фельетона «Самарские строфы»; также печатал свои стихотворения.
В разные годы в газете печатались Н. Г. Гарин-Михайловский, А. А. Бостром, критик В. Е. Чешихин-Ветринский. С газетой сотрудничали В. Г. Короленко, А. И. Куприн, Д. Н. Мамин-Сибиряк. В ней начал свой творческий путь А. А. Смирнов, писавший литературно-критические статьи, театральные рецензии, очерки по истории Самарского края.
В 1906 году газета прекратила своё существование.
Сохранилось двухэтажное каменное здание, в котором размещалась редакция «Самарской газеты» и располагалась типография Жданова, где она печаталась. На фасаде здания размещена мемориальная доска.
В 1991 году была учреждена с тем же названием газета городского округа Самара.